# George Watt
George Watt, född den 24 april 1851 i Old Meldrum nära Aberdeen, död den 2 april 1930 i Lockerbie, var en skotsk botanist. Auktorsnamnet G.Watt kan användas för George Watt i samband med ett vetenskapligt namn inom botaniken; se Wikipediaartiklar som länkar till auktorsnamnet.
Watt genomgick Glasgows universitet. Han var professor i botanik vid Calcutta universitet 1873–1884, rapportör till indiska regeringen om ekonomiska produkter 1887–1903 med en mängd andra uppdrag och lämnade den indiska tjänsten 1906. Han utgav The agriculture ledger 1892–1903 och författade flera skrifter om tropisk växtkultur, däribland Dictionary of the economic products of India (9 delar, 1889–1893, i sammandrag Commercial products of India, 1908) och The wild and cultivated cottonplants of the world (1907).